# Herencia genética
La herencia genética, también llamada herencia biológica, es el proceso por el cual los individuos progenitores de una especie transmiten rasgos característisticos fisiológicos, morfológicos o bioquímicos a su descendencia. Ese proceso por el que las células u organismos descendientes adquieren la información contenida en los genes de sus padres puede llevarse a cabo mediante reproducción asexual o reproducción sexual. A través de la herencia, las variaciones entre individuos dan lugar a la evolución de las especies por selección natural. El estudio de la herencia en biología es la genética.

## Introducción
La herencia es el proceso en el cual los genotipos crecen, es decir, el porcentaje de la variabilidad fenotípica debido a efectos genéticos aditivos.[cita requerida]

En los humanos, el color de ojos es un ejemplo de característica hereditaria: un individuo puede heredar el «rasgo de ojos marrones» de uno de los progenitores. Los rasgos heredados están controlados por genes y el conjunto completo de genes dentro del genoma de un organismo se denomina su genotipo.
Pero definir las fuentes y el origen de las semejanzas entre miembros de una misma familia incluye también otro tipo de variables. El estudio de la herencia cuantifica la magnitud de la semejanza entre los familiares y representa el porcentaje de variación que se debe a todos los efectos aditivos familiares, incluyendo la epidemiología genética aditiva y los efectos del ambiente.

En los casos en que los miembros de una misma familia conviven resulta imposible discriminar las variables genéticas fenotípicas de las del entorno y medio ambiente. Los estudios de mellizos separados al nacer y de hijos adoptivos permiten realizar estudios epidemiológicos, separando los efectos hereditarios entre los de origen genético y las etiologías más complejas, incluyendo las interacciones entre los individuos y la educación. Además, diversos factores influyen en el momento de interpretar los estudios de la herencia incluyendo los supuestos previos por parte de los investigadores.
Uno de los debates entre los científicos es cuál es el peso de la naturaleza (nature), y cuál es el peso de la cultura (nurture), es decir, la magnitud de la influencia de los genes versus la magnitud de la educación y el ambiente. El dilema de una oposición entre naturaleza y cultura, lo innato versus lo adquirido, es decir innato o adquirido, frase acuñada por Francis Galton en el siglo XIX.
Está comprobado que en los genes se transmite el color de la piel, del cabello, de los ojos. ¿Se transmite también algo de la personalidad, los gustos, el carácter, las capacidades o la inteligencia?
Albert Rothenberg y Grace Wyshak, profesores de psiquiatría de la Universidad de Harvard, estudiaron el árbol genealógico de 435 de los 488 químicos, físicos, médicos y fisiólogos galardonados con el Premio Nobel entre 1901 y 2003, y el de cincuenta escritores ganadores del Premio Nobel de literatura y 135 ganadores del Premio Pulitzer.

Los resultados de sus investigaciones contradicen la teoría de la transmisión directa del genio británico Francis Galton publicada en el libro «Hereditary Genius». Según estos autores la genialidad no depende de los genes sino de una constelación de factores que no son genéticos sino psicológicos. Los procesos afectivos y cognitivos involucrados en la creatividad son el resultado de una combinatoria de educación, genética y factores sociales. Los premiados no llevaban la genialidad grabada en el ADN ni provenían de familias con coeficientes intelectuales privilegiados, sino que se habían educado con el incentivo y la orientación creativa de sus padres. Existe toda una constelación de factores que sí son hereditarios pero no genéticos.

## Definición de herencia como herencia genética
La herencia genética es la transmisión a través del "material genético" (genes) presente en el núcleo celular, de las características anatómicas, fisiológicas o de otro tipo, de un ser vivo a sus descendientes.
La herencia consiste en la transmisión a su descendencia de los caracteres de los ascendentes. El genotipo de un organismo es su conjunto completo de material genético, sus genes, y su manifestación exterior se representa en el aspecto del individuo denominado fenotipo.
Para que los genes se transmitan a los descendientes es necesaria una replicación idéntica, que dé lugar a una réplica de cada uno de ellos; este fenómeno tiene lugar en la meiosis.
Las variaciones que se producen en el genotipo de un individuo de una determinada especie se denominan variaciones genotípicas. Estas variaciones genotípicas surgen por cambios o mutaciones (espontáneas o inducidas por agentes mutagénicos) que pueden ocurrir en el ADN. Las mutaciones que se producen en los genes de las células sexuales pueden transmitirse de una generación a otra. Las variaciones genotípicas entre los individuos de una misma especie tienen como consecuencia la existencia de fenotipos diferentes. Algunas mutaciones producen enfermedades, tales como la fenilcetonuria, galactosemia, anemia de células falciformes, síndrome de Down, síndrome de Turner, entre otras. Hasta el momento no se ha podido curar una enfermedad genética, pero para algunas patologías se está investigando esta posibilidad mediante la terapia génica.
Lo esencial de la herencia queda establecido en la denominada teoría cromosómica de la herencia, también conocida como teoría cromosómica de Sutton y Boveri de 1903:
1. Los genes están situados en los cromosomas.
2. Los genes están dispuestos linealmente en los cromosomas.
3. La recombinación de los genes se corresponde con el intercambio de segmentos cromosómicos (Crossing over).

La transferencia genética horizontal es un factor de confusión potencial cuando se infiere un árbol filogenético que está basado en la secuencia de un gen. Por ejemplo, dadas dos bacterias lejanamente relacionadas que han intercambiado un gen, un árbol filogenético que incluya a ambas especies mostraría que están estrechamente relacionadas puesto que el gen es el mismo, incluso si muchos de otros genes tuvieran una divergencia substancial. Por este motivo, a veces es ideal usar otras informaciones para inferir filogenias más grandes, como la presencia o falta de genes o su ordenación, o, más frecuentemente, añadir el abanico de genes más amplio posible.

## Críticas a la definición de herencia como herencia genética
La teoría de los sistemas de desarrollo (DST) se opone a la definición de herencia como transmisión de genes y aplica el concepto a cualquier recurso que se encuentre en generaciones sucesivas y que contribuya a explicar por qué cada generación se parece a la que le precede. Estos recursos incluyen factores celulares y factores externos como la gravedad o la luz solar. La DST utiliza, por tanto, el concepto de herencia para explicar la estabilidad de la forma biológica de una generación a otra. La herencia genética es el resultado de la unión de dos células madre que al unirse crearon un fenotipo con características similares de dos, pero sin embargo es un organismo distinto ya que al unirse se crearon nuevas células modificadas.

## Relación con la teoría de la evolución
Cuando Charles Darwin propuso su teoría de la evolución en 1859, uno de sus principales problemas fue la falta de un mecanismo subyacente para la herencia. Darwin creía en una mezcla de herencia combinada y la herencia de rasgos adquiridos (pangénesis). Mezclar la herencia conduciría a la uniformidad entre las poblaciones en solo unas pocas generaciones y luego eliminaría la variación de una población sobre la que podría actuar la selección natural. Esto llevó a Darwin a adoptar algunas ideas lamarckianas en ediciones posteriores de El origen de las especies y sus obras biológicas posteriores. El enfoque principal de Darwin sobre la herencia fue describir cómo parecía funcionar (dándose cuenta de que los rasgos que no se expresaban explícitamente en el padre en el momento de la reproducción podían heredarse, que ciertos rasgos podían estar ligados al sexo, etc.) en lugar de sugerir mecanismos.
El modelo inicial de herencia de Darwin fue adoptado y luego muy modificado por su primo Francis Galton, quien sentó las bases para la escuela biométrica de la herencia. Galton no encontró evidencia para respaldar los aspectos del modelo de pangénesis de Darwin, que se basaba en rasgos adquiridos.
Se demostró que la herencia de los rasgos adquiridos tenía poca base en la década de 1880 cuando August Weismann cortó las colas de muchas generaciones de ratones y descubrió que su descendencia continuaba desarrollando colas.

## Historia
.

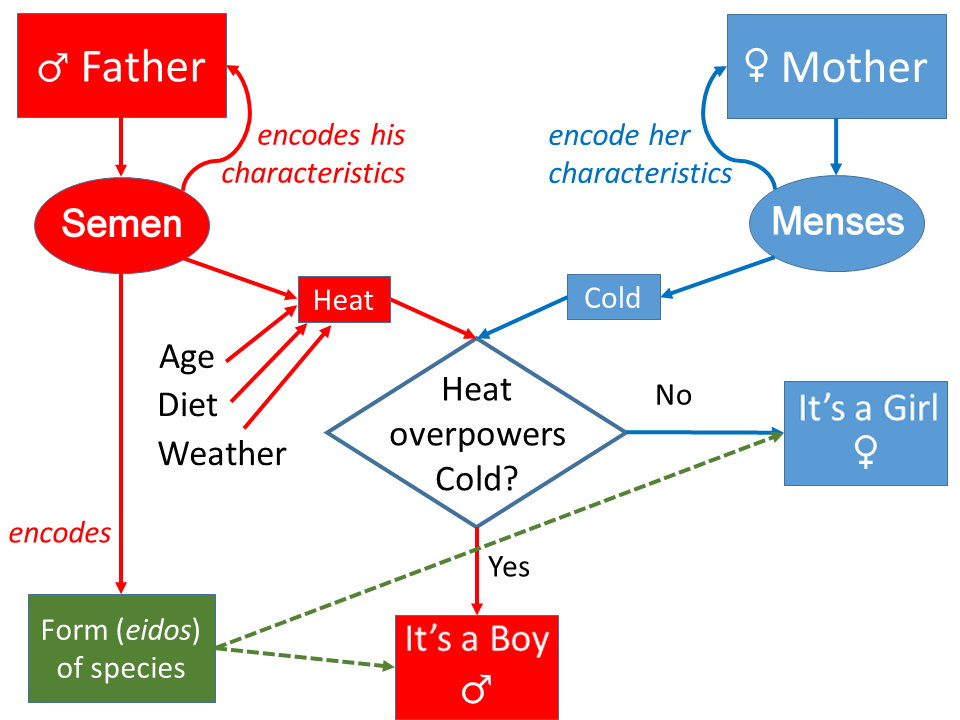
Modelo de herencia de Aristóteles. La parte calor/frío es en gran medida simétrica, aunque influida en el lado paterno por otros factores, pero la parte forma no lo es

Los científicos de la Antigüedad tenían diversas ideas sobre la herencia: Teofrasto propuso que las flores masculinas provocaban la maduración de las femeninas; Hipócrates especulaba con que las «semillas» eran producidas por diversas partes del cuerpo y transmitidas a la descendencia en el momento de la concepción; y Aristóteles pensaba que los fluidos masculinos y femeninos se mezclaban en el momento de la concepción. Esquilo, en el 458 a. C., propuso al macho como progenitor, con la hembra como «nodriza de la joven vida sembrada en su interior».
Las antiguas concepciones de la herencia dieron paso a dos doctrinas debatidas en el siglo XVIII. La Doctrina de la Epigénesis y la Doctrina de la Preformación eran dos visiones distintas de la comprensión de la herencia. La Doctrina de la Epigénesis, originada por Aristóteles, afirmaba que un embrión se desarrolla continuamente. Las modificaciones de los rasgos de los padres se transmiten al embrión durante su vida. El fundamento de esta doctrina se basaba en la teoría de la herencia de los rasgos adquiridos. En oposición directa, la Doctrina de la Preformación afirmaba que «lo semejante genera lo semejante», según la cual el germen evolucionaría para producir una descendencia similar a los padres. El punto de vista preformacionista creía que la procreación era un acto de revelación de lo que había sido creado mucho antes. Sin embargo, esto fue rebatido por la creación de la teoría celular en el siglo XIX, según la cual la unidad fundamental de la vida es la célula, y no algunas partes preformadas de un organismo. También se contemplaron diversos mecanismos hereditarios, incluida la herencia por mezcla, sin que se probaran o cuantificaran adecuadamente, y posteriormente fueron puestos en duda. No obstante, el hombre fue capaz de desarrollar razas domésticas de animales, así como cultivos, mediante la selección artificial. La herencia de los rasgos adquiridos también formó parte de las primeras ideas lamarckianas sobre la evolución.[cita requerida]
Durante el siglo XVIII, el microscopista holandés Antonie van Leeuwenhoek (1632-1723) descubrió «animálculos» en el esperma de humanos y otros animales. Algunos científicos especularon que veían un «hombrecillo» (homúnculo) dentro de cada esperma. Estos científicos formaron una escuela de pensamiento conocida como los «espermistas». Sostenían que las únicas contribuciones de la mujer a la siguiente generación eran el útero en el que crecía el homúnculo y las influencias prenatales del útero. Una escuela de pensamiento opuesta, los ovista, creía que el futuro humano estaba en el óvulo y que el esperma se limitaba a estimular el crecimiento del óvulo. Los ovista pensaban que las mujeres eran portadoras de óvulos que contenían niños y niñas, y que el sexo de la descendencia estaba determinado mucho antes de la concepción.
Una de las primeras iniciativas de investigación surgió en 1878, cuando Alpheus Hyatt dirigió una investigación para estudiar las leyes de la herencia mediante la recopilación de datos sobre fenotipos familiares (tamaño de la nariz, forma de las orejas, etc.) y la expresión de afecciones patológicas y características anormales, en particular con respecto a la edad de aparición. Uno de los objetivos del proyecto era tabular los datos para comprender mejor por qué ciertos rasgos se expresan de forma constante mientras que otros son muy irregulares.